# Martin NBS-1
El Martin NBS-1 fue un bombardero del Servicio Aéreo del Ejército de los Estados Unidos y de su sucesor, el Cuerpo Aéreo. Versión mejorada del Martin MB-1, bombardero de exploración construido durante los meses finales de la Primera Guerra Mundial, el NBS-1 fue ordenado bajo la designación MB-2, y así es referido a menudo. La designación NBS-1, proveniente de Night Bomber-Short Range (Bombardero Nocturno (Corto Alcance)), fue adoptada por el Servicio Aéreo después de que los primeros cinco bombarderos de Martin fueran entregados.
El NBS-1 se convirtió en el bombardeo estándar de primera línea del Servicio Aéreo en 1920 y así se mantuvo hasta su reemplazo, en 1928-1929, por la serie de bombarderos de Keystone Aircraft. El diseño básico del MB-2 también fue el estándar contra el que los futuros bombarderos del Ejército estadounidense fueron juzgados hasta la producción del Martin B-10 en 1933.

## Diseño y desarrollo

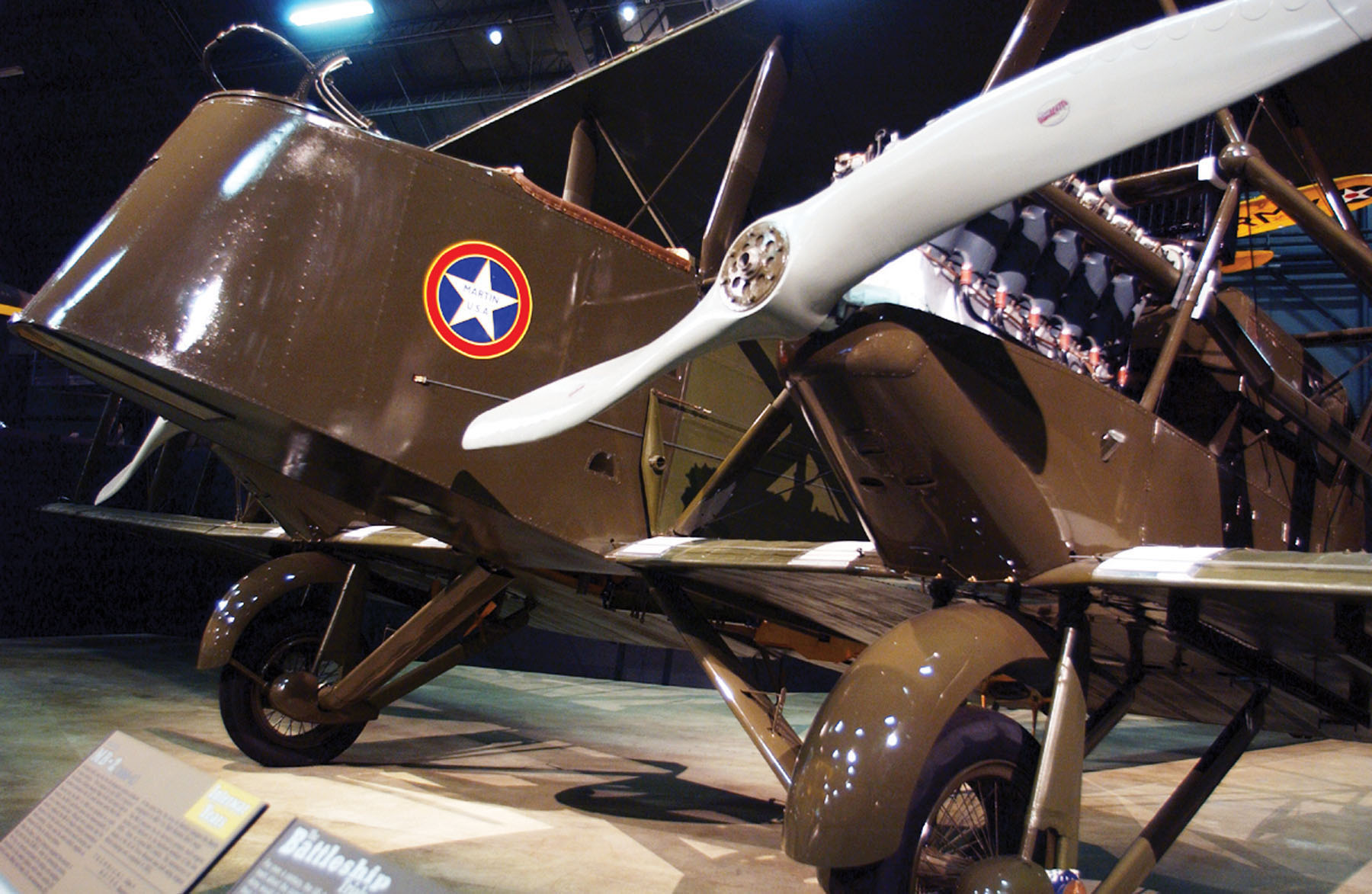
Reproducción a escala real del Martin MB-2 en exhibición en el Museo Nacional de la Fuerza Aérea de Estados Unidos.

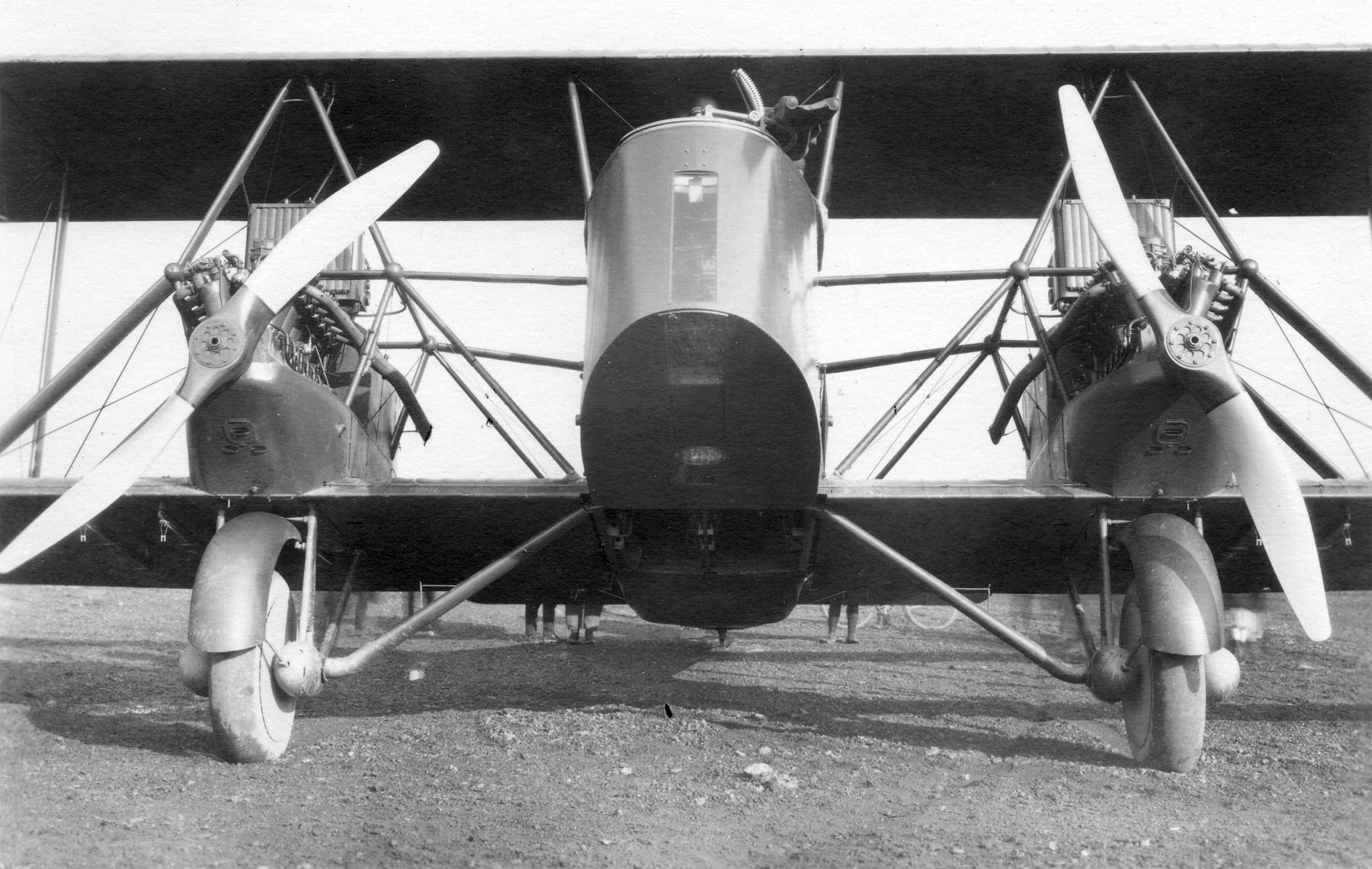
Vista frontal del NBS-1.

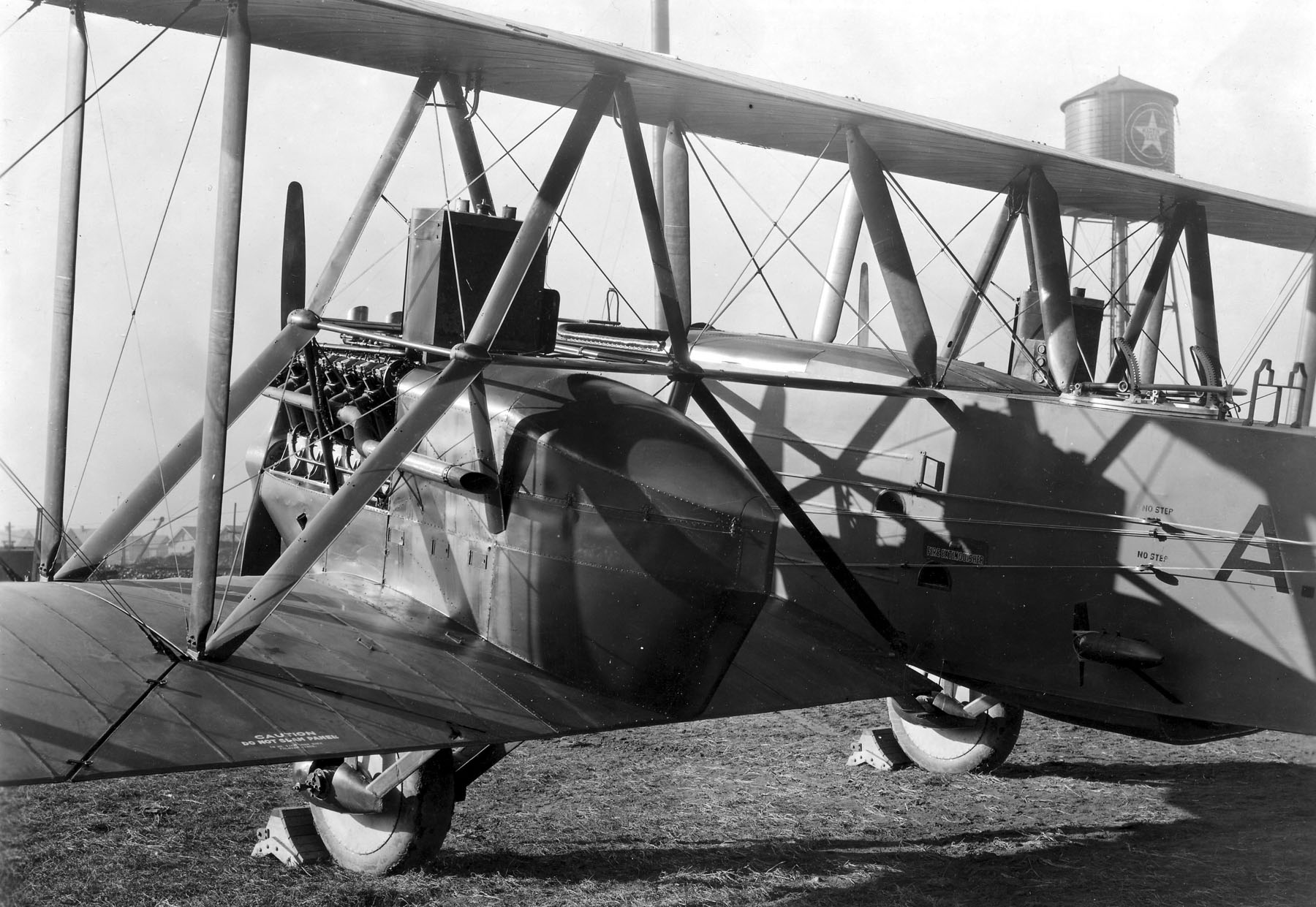
Detalle de la góndola motora del NBS-1.

El NBS-1 era un biplano de madera y tela sin alas escalonadas, empleando timones gemelos en una cola vertical gemela. Sus dos motores Liberty 12-A descansaban en dos góndolas sobre el ala inferior, flanqueando al fuselaje. Ordenado bajo la designación de compañía MB-2 en junio de 1920, el NBS-1 era una versión mejorada y mayor del bombardero Martin MB-1 de la Glenn L. Martin Company de 1918, también conocido como GMB o Glenn Martin Bomber. El primer vuelo del MB-2 se realizó el 3 de septiembre de 1920.
Además de motores más potentes, alas y fuselaje mayores, y un tren de aterrizaje simplificado, el NBS-1 también tenía un sistema único de plegado de las alas, articulado por fuera de las góndolas motoras hacia atrás, para facilitar el almacenaje en hangares pequeños. A diferencia del MB-1, cuyos motores estaban montados entre las alas de forma similar a la del Staaken R.VI Riesenflugzeug alemán, los motores del NBS-1 estaban unidos al ala inferior, sobre el tren de aterrizaje.
El MB-2 fue diseñado como bombardero nocturno y, excepto por una mayor capacidad de carga, tenía prestaciones reducidas comparadas con las de su predecesor el MB-1. Los primeros 20 (cinco MB-2 y 15 NBS-1) fueron encargados a la Martin Company, que recomendó que se produjeran 50 más para ayudar a su esforzada condición financiera. Sin embargo, el diseño era propiedad del Ejército estadounidense y los contratos siguientes por 110 bombarderos fueron otorgados en puja menor a tres compañías: Curtiss Aircraft (50 ordenados), Lowe, Willard & Fowler Engineering Company (L-W-F) de College Point, Nueva York (35); y Aeromarine Plane and Motor Company de Keyport, Nueva Jersey (25).
Los motores de los últimos 20 bombarderos de la orden de Curtiss fueron equipados con turbosobrecompresores fabricados por General Electric, la primera vez que se realizó esta modificación en cantidad de producción. Aunque permitían alcanzar al NBS-1 la altitud de 7650 m (25 000 pies), los turbosobrecompresores eran poco fiables mecánicamente y no fueron usado operacionalmente.
El bombardero fue equipado defensivamente con cinco ametralladoras Lewis de 7,62 mm, montadas en parejas en puestos en el morro y en el fuselaje superior trasero, y en montaje simple inferior, disparando por detrás y por debajo del fuselaje trasero.
Los primeros dos Martin MB-2, matrículas del Servicio Aéreo 64195 y 64196, fueron retenidos en McCook Field en Dayton, Ohio, para realizar pruebas de vuelo de Investigación y Desarrollo, marcados con los números de proyecto P-162 y P-227 respectivamente, así como el segundo NBS-1, 64201, marcado como P-222. Cuatro Curtiss NBS-1 también fueron asignados a McCook.

## Historia operacional
El NBS-1 fue el principal bombardero usado por el General de Brigada Billy Mitchell en el Project B, el bombardeo de demostración sobre buques en julio de 1921. Seis bombarderos NBS-1, liderados por el Capitán Walter Lawson del 96th Squadron, y operando desde Langley Field, bombardearon y hundieron el acorazado capturado alemán SMS Ostfriesland el 21 de julio de 1921, usando bombas de demolición especialmente desarrolladas de 907 kg (2000 libras), montadas externamente debajo del fuselaje.

## Variantes
MB-2
Designación interna de la compañía Martin, cinco construidos.
NBS-1
Designación dada por el USAAS al MB-2, 15 construidos.
Curtiss NBS-1
Ejemplares fabricados por Curtiss, 50 unidades.
L-W-F NBS-1
Ejemplares fabricados por L-W-F, 35 unidades.
Aeromarine NBS-1
Ejemplares fabricados por Aeromarine, 25 unidades.

## Operadores
Estados Unidos

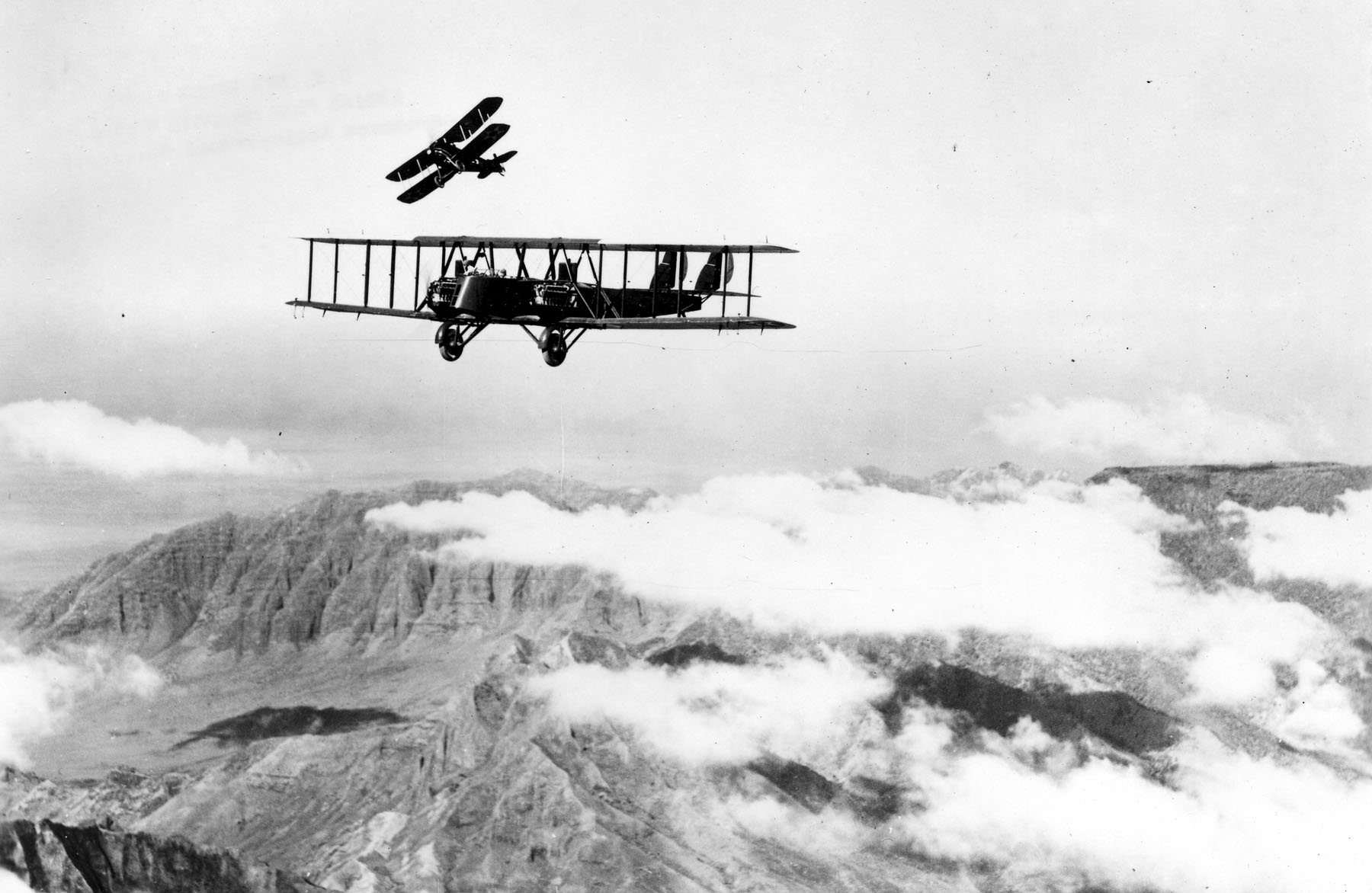
Martin MB-2 en vuelo con un avión de persecución practicando un ataque.

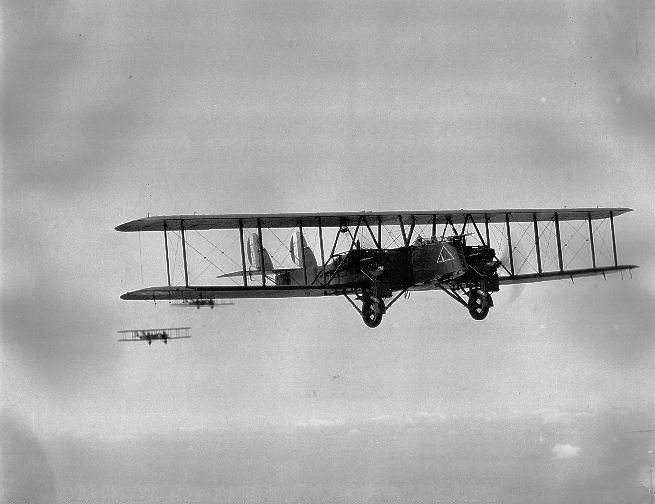
Trío de NBS-1 del 2nd Bomb Group.

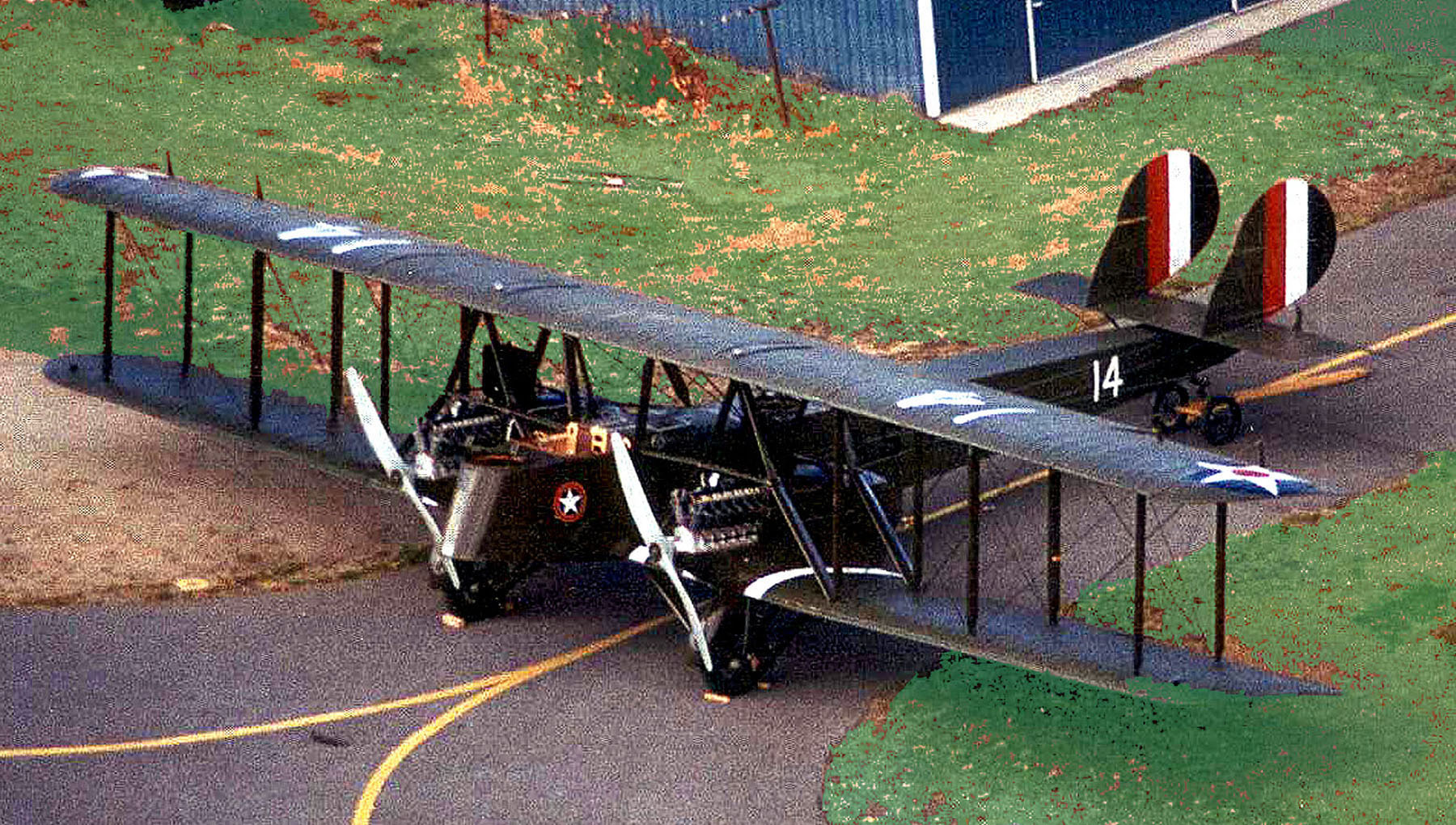
Reproducción del Martin MB-2.

- Ejército de los Estados Unidos, Servicio Aéreo y Cuerpo Aéreo[1]
  - 1st Day Bombardment Group, Kelly Field, Texas (2nd Bombardment Group, Langley Field, Virginia)
    - 11th Bomb Squadron: operó MB-2 en 1920-1927.
    - 20th Bomb Squadron: operó NBS-1 en 1920-1929.
    - 49th Bomb Squadron: operó NBS-1 en 1920-1929.
    - 96th Bomb Squadron: operó NBS-1 en 1920-1928.

  - 4th Composite Group, Nichols Field, Luzón, Filipinas
    - 28th Bomb Squadron: operó NBS-1 en 1924-1929.

  - 5th Composite Group, Luke Field, Territorio de Hawái
    - 23d Bomb Squadron: operó NBS-1 en 1922-1929.
    - 72d Bomb Squadron: operó NBS-1 en 1923-1929.

  - 6th Composite Group, Albrook Field, Zona del Canal de Panamá
    - 25th Bomb Squadron: operó NBS-1 en 1922-1929.

## Supervivientes
No existen bombarderos Martin NBS-1 originales supervivientes. Sin embargo, en 2002 se puso en exhibición una reproducción a escala real en el Museo Nacional de la Fuerza Aérea de Estados Unidos en Dayton, Ohio, construida a partir de planos originales.
Un ejemplar del avión apareció en la película muda Alas de 1927 de la Paramount, del director William Wellman, caracterizado como un bombardero alemán Gotha. Se realizaron tomas del MB-2 cuando salía del hangar de tela y desde el MB-2 en vuelo. Estas tomas aéreas fueron revolucionarias en su época, mostrando al público una perspectiva del combate aéreo desde el punto de vista de los pilotos. Alas fue la primera ganadora de un Premio de la Academia a la Mejor Película.

## Especificaciones (NBS-1)

### Características generales
- Tripulación: Cuatro
- Longitud: 13 m (42,7 ft)
- Envergadura: 22,7 m (74,5 ft)
- Altura: 4,8 m (15,7 ft)
- Superficie alar: 104,2 m² (1121,6 ft²)
- Peso vacío: 3280 kg (7229,1 lb)
- Peso cargado: 5460 kg (12 033,8 lb)
- Planta motriz: 2× motor lineal V-12 refrigerado por agua Liberty 12-A.
  - Potencia: 325 kW (448 HP; 442 CV) cada uno.

### Rendimiento
- Velocidad nunca excedida (Vne): 160 km/h (99 MPH; 86 kt)
- Velocidad crucero (Vc): 150 km/h (93 MPH; 81 kt)
- Techo de vuelo: 2350 m (7710 ft)
- Régimen de ascenso: 2 m/s (394 ft/min)

### Armamento
- Ametralladoras: 

  - 5x Lewis de 7,62 mm en puestos dobles de morro y dorsal, y simple ventral
- Bombas: 

  - Hasta 820 kg en bodega interna, o 907 externamente

## Aeronaves relacionadas

### Desarrollos relacionados
- Martin MB-1

### Aeronaves similares
- Curtiss B-2 Condor
- Huff-Daland XB-1

### Secuencias de designación
- Secuencia Numérica (interna de Curtiss): ← 26 - 28 - 29 - 30 - 31 - 32 - 33 →
- Secuencia L-_ (interna de Curtiss): ← L-44 - L-72 - L-79 - L-85 - L-115 - L-117 - L-710
- Secuencia NBS-_ (Bombarderos Nocturnos de Corto Alcance del USAAS, 1919-24): NBS-1 - NBS-2 - NBS-3 - NBS-4